# Patricia Bosshard
Patricia Bosshard (* 12. September 1965 in Orbe) ist eine Schweizer Geigerin und Komponistin, die sich zwischen Jazz und Neuer Improvisationsmusik bewegt.

## Leben und Wirken
Bosshard zog im Alter von zwanzig Jahren nach Montreal, um klassische Geige zu studieren. 1991 schloss sie ihr Studium der Rhythmik am Jaques-Dalcroze Institut ab, studierte dann vier Jahre an der École de Jazz et de Musique Actuelle (EJMA) in Lausanne und am Jaques-Dalcroze Institut in Genf Komposition und Elektroakustische Musik bei Rainer Boesch. Ihre Geigenkenntnisse vervollkommnete sie bei Claire Bernard in Lyon.
Bosshard gründete das Jazztrio Patopolnic (CD 1996) sowie das Duo Despina mit dem Cellisten Pascal Desarzens. Zwischen 2004 und 2006 arbeitete Bosshard mit Wally Veronesi und Thierry Romanens zusammen, mit dem zwei Alben entstanden. Mit einem Kompositionsauftrag von Pro Helvetia im Jahr 2003 veröffentlichte sie Lounge, das zunächst beim Jazzfestival Bern aufgeführt wurde. Das Album IRM, das mit den Geräuschen der Magnetresonanztomographie arbeitet, erschien 2010.
Neben zahlreichen Auftritten in der freien Improvisationsszene als Solistin, mit kleinen Gruppen oder in großen Orchestern (ONCEIM, IMO) um Bertrand Denzler arbeitet Bosshard mit dem Videokünstler Nicolas Wintsch zusammen, komponiert Orchestermusik für Film und zeitgenössische Ensembles. Sie produzierte die Akustik für die Linie M2 der Métro Lausanne.
Bosshard gewann den Luff-Preis mit Simon Grab und war 2012 als Artist in Residence am Steim.